# Ixora aggregata
Ixora aggregata är en måreväxtart som beskrevs av John Hutchinson. Ixora aggregata ingår i släktet Ixora och familjen måreväxter. Inga underarter finns listade i Catalogue of Life.